# Fabius Rusticus
Fabius Rusticus (Kr. u. 1. század – 109 után), ókori római történetíró.

## Élete
Az ifjabb Senecával való baráti viszonya és feliratok tanúsága alapján feltételezik, hogy Hispániából származott. Műve nem maradt fenn, és így annak tartalmára és jellegére elsősorban Tacitus néhány megjegyzése (Annales 13, 20. 14, 2. 15, 61) alapján lehet következtetni. Jártas volt a szónoklásban is (Tacitus: Agricola 10), és talán Quintilianus is őt említi meg művében (10, 1, 104). Dasumius végrendeletében (CIL 6, 10229) ifjabb Plinius és Tacitus mellett Fabiust is megemlítik, amiből azt a következtetést lehet levonni, hogy Kr. u. 109-ben még élt. Halálának időpontja bizonytalan.

## Műve
Munkája Claudius és Nero idejéről szólhatott. Tacitus ismételten elfogadható forrásként jelöli meg, a Historiae-ban Cluvius Rufus mellett Fabius Rusticus munkáját is felhasználhatta. Stílusát Liviuséval hasonlítja össze, máskor viszont kételyeit fejezi ki Seneca iránti részrehajlása, illetve Nero-ellenes beállítottsága miatt.

### Idézet
„Fabius Rusticus szerint már megírták a parancsot Caecina Tuscusnak, amelyben ráruházzák a testőrcsapatok gondját, de Seneca közbenjárására Burrus megtarthatta a méltóságot; Plinius és Cluvius nem ír arról, hogy a parancsnok megbízhatóságát kétségbe vonták volna. Fabius nyilván hajlik Seneca magasztalására, akinek barátsága révén ő is virult. Mi az egybehangzó szerzői véleményhez tartjuk magunkat: amit különbözőképpen írtak meg, az illetők neve alatt adjuk elő.”
(Tacitus: Annales 13, 20)